# Imad Rondić
Imad Rondić (ur. 16 lutego 1999 w Sarajewie) – bośniacki piłkarz występujący na pozycji napastnika w niemieckim klubie 1. FC Köln.